# ديف روبين
ديف روبين (بالإنجليزية: Dave Rubin)‏ هو مدون صوتي ويوتيوبي أمريكي، ولد في 26 يونيو 1976 في بروكلين في الولايات المتحدة.

## وصلات خارجية
- الموقع الرسمي